# Герб Пудожа
Исторический герб города Пудожа — административного центра Пудожского района Республики Карелия Российской Федерации

## Описание герба
В верхней части герб Олонецкого наместничества; в нижней части: «в зелёном поле положенные три пучка льна, в знак того, что сей город славится льном, которым снабжаются все уезды наместничества, и отпускается за границу».

## История герба
16 мая 1785 года Пудож стал уездным городом Олонецкого наместничества.
Герб города Пудожа был Высочайше утверждён 4 октября 1788 года императрицей Екатериной II вместе с другими, вновь сочинёнными гербами городов Олонецкого наместничества. (ПСЗРИ, 1788, Закон № 16716).
Подлинное описание герба города Пудожа гласило:

"Въ зеленомъ полѣ положенные три пучка льну, въ знакъ того, что сей городъ славится находящимся в окрестности онаго льномъ, которымъ снабдѣваются всѣ уѣзды Олонецкаго Намѣстничества и отпускается за границу.
В верхней части щита герб Олонецкого наместничества: «В золотом поле выходящая из облака рука, держащая голубой щит, а под рукою на цепях четыре яблока».
В 1799 году Пудож перестал быть уездным городом, а стал посадом.
В 1864 году, в период геральдической реформы Кёне, был разработан проект нового герба Пудожа (официально не утверждён):
«В зелёном щите золотое стропило, обременённое тремя лазоревыми льняными цветами. В вольной части герб Олонецкой губернии. Щит увенчан серебряной башенной короной о трёх зубцах и окружён золотыми колосьями, соединёнными Александровской лентой».
27 февраля 2013 года Решением Совета Пудожского городского поселения № 16 был утверждён герб Пудожского городского поселения, который полностью повторял исторический герб города Пудож и имел следующее описание: «Герб Пудожского городского поселения состоит из щита, разделенного на две равные части. В верхней части щита на золотом поле изображены выходящая из правого бока, из лазоревого облака рука, внутрь обращенная, держащая лазуревый овальный щит и сопровождаемая внизу четырьмя черными ядрами, соединенными косвенным крестом из черных цепей. В нижней части герба Пудожского городского поселения на зеленом «поле» изображены 3 пучка льна, которыми славился Пудожский уезд»   
.
30 марта 2016 года Решением совета Пудожского городского поселения № 14 был утверждён новый вариант герба Пудожского городского поселения, который имел следующее описание: «В зеленом поле — три сложенных вместе и показанных в левую перевязь золотых пучка льна. Щит увенчан муниципальной башенной короной установленного образца. Девиз „Особливой доброты“ начертан черными литерами на серебряной ленте». Авторы герба: А.Максимов и И. Емелин.
Поскольку на гербе Пудожа изображен лён, в качестве девиза, использованы самые ранние сведения о разведении льна в Пудожском уезде, которые мы находим в сообщениях Корреспондента Императорской Академии Наук Крестинина, который отмечал, что в окрестностях уездного города Пудожа «изобильно родится особливой доброты лен», эти сообщения приводит Озерецковский (Озерецковский Н.Я. Путешествие по озерам Ладожскому и Онежскому и вокруг Ильменя. СПб., 1812 С.206.). Именно это замечание и стало основой для девиза герба. Слова «Особливой доброты» относятся не только и не столько к качеству льна, сколько к городу и его жителям.
Герб Пудожского городского поселения внесен в Государственный геральдический регистр РФ под № 10916.